# Life Eternal
Life Eternal es tercer EP de la banda Noruega de Black metal, Mayhem. El EP fue lanzado el 7 de enero de 2009 por Saturnus Records y Season of Mist. Contiene 5 mezclas de canciones del álbum De Mysteriis Dom Sathanas. Cuenta con diferentes estilos vocales y la introducción de tambor en la canción Funeral Fog que fue cortada en el disco original. El EP se limitó a 3000 ejemplares.

## Lista de canciones
1. Cursed in Eternity
2. Pagan Fears
3. Freezing Moon
4. Funeral Fog
5. Life Eternal

## Créditos
- Attila Csihar - Voces
- Euronymous - Guitarra
- Count Grishnackh - Bajo
- Hellhammer - Batería
- Blackthorn - Guitarra
- Dead - Letras